# Tottenham Court Road

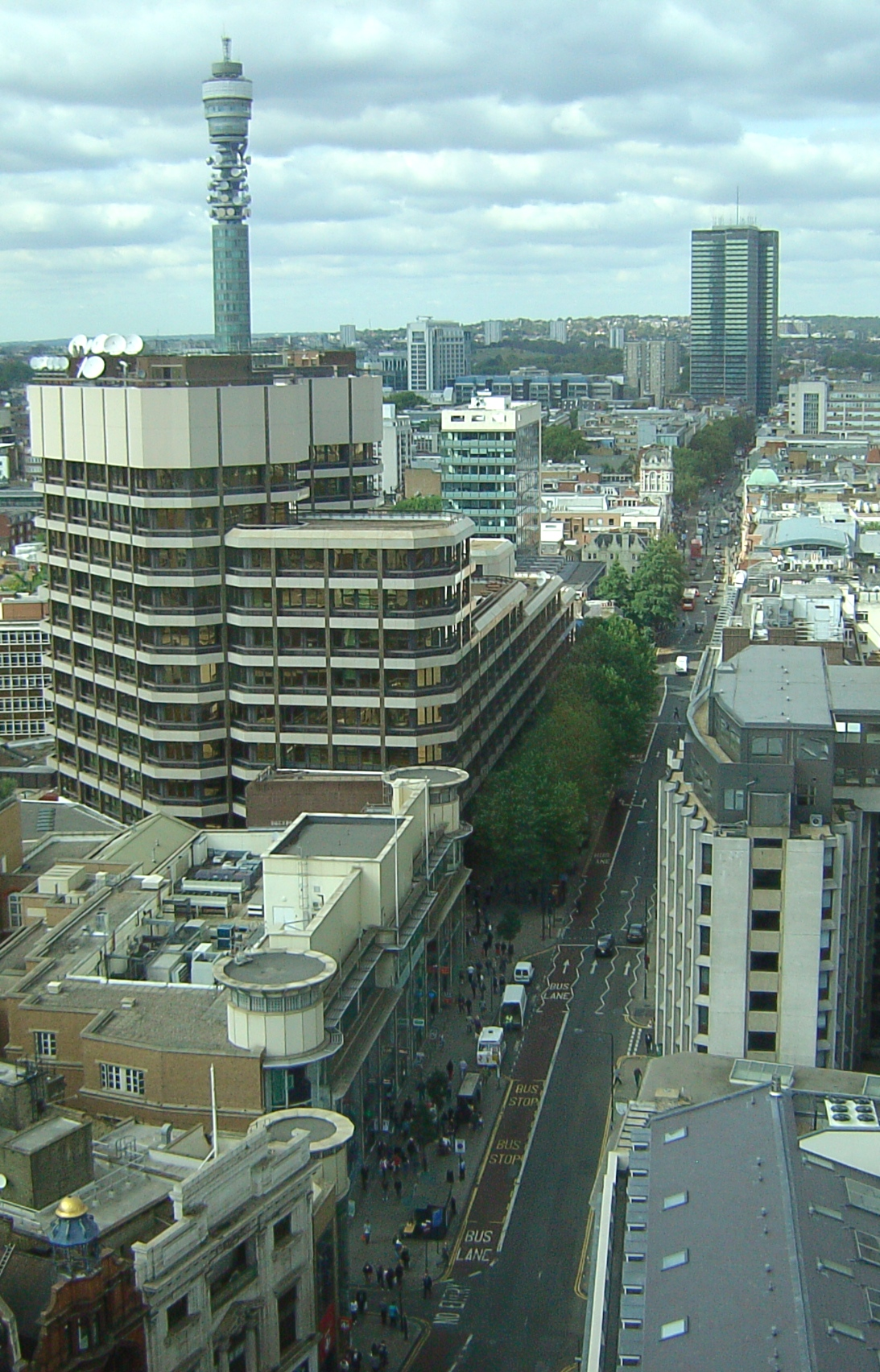
Tottenham Court Road mirando hacia el norte, con la BT Tower a la izquierda. El edificio en primer plano a la izquierda es Amoco House, un edificio de oficinas construido en 1980.

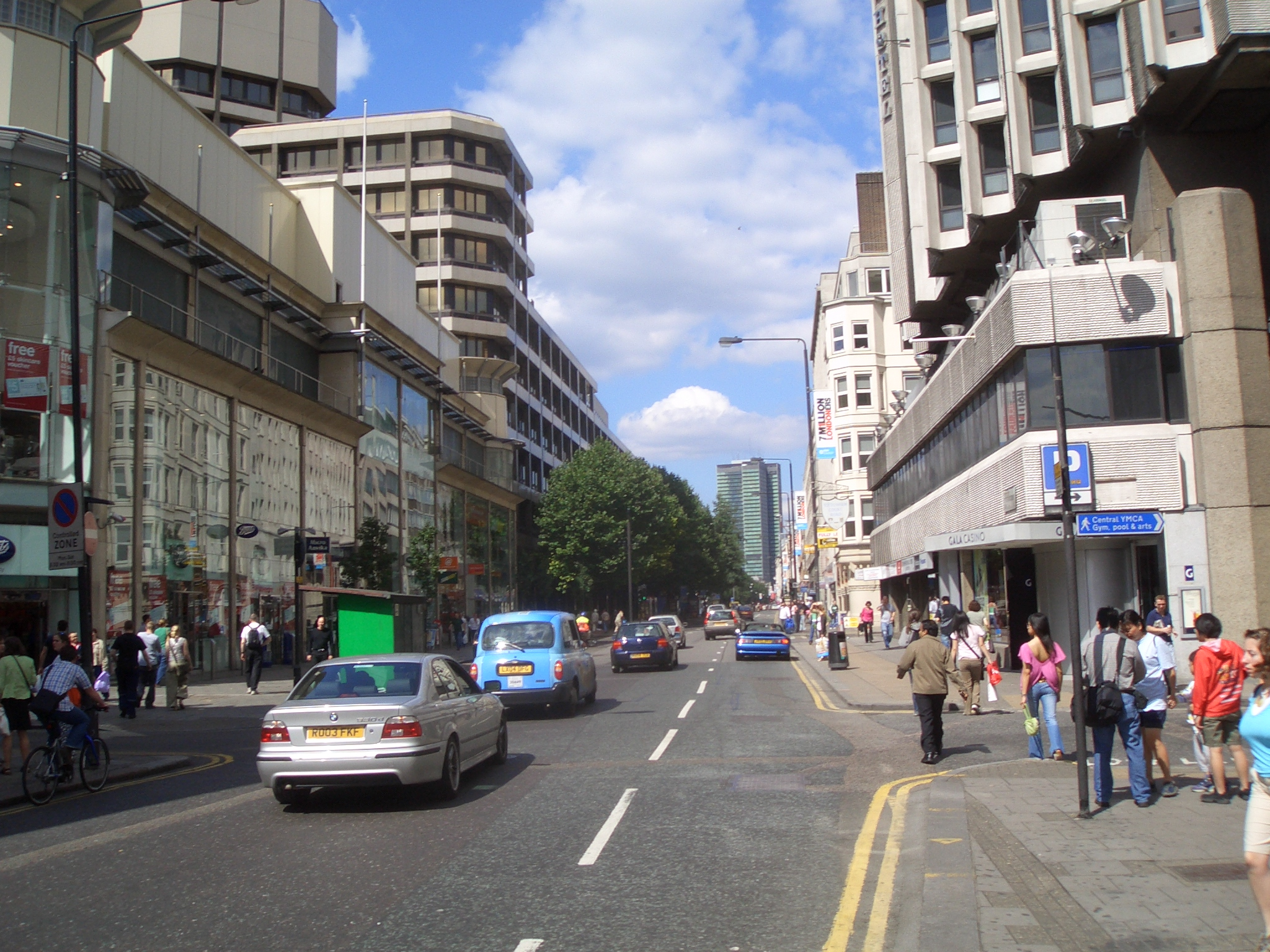
Tottenham Court Road mirando hacia el norte, con la Euston Tower en la distancia.

Tottenham Court Road es una calle del centro de Londres (Inglaterra) que discurre desde St Giles Circus (el cruce de Oxford Street y Charing Cross Road) en el sur hasta Euston Road en el norte, en el borough de Camden, cerca de su límite con la ciudad de Westminster. Tiene una longitud de unos 1200 metros y ha sido desde hace muchos años una calle de sentido único: por sus tres carriles circula el tráfico en dirección norte; el tráfico que circula en dirección sur usa la Gower Street, paralela hacia el este. Generalmente se considera que marca el límite entre Bloomsbury al este y Fitzrovia al oeste, conectando Somers Town al norte con el Soho al sur.
El extremo sur de la calle está cerca del Museo Británico y Centre Point, el edificio más alto del West End. Hay varios edificios pertenecientes al University College de Londres a lo largo de la calle, y el University College Hospital está cerca del extremo norte de la calle.
La calle está servida por tres estaciones del Metro de Londres (de sur a norte, Tottenham Court Road, Goodge Street y Warren Street) y por numerosas líneas de autobús.
El 3 de junio de 2014 el Consejo de Camden anunció el proyecto de reservar la calle para autobuses y bicicletas durante las horas diurnas de lunes a sábado. Afirmaron que esto hará a la calle más segura e impulsará el comercio antes de la apertura de una nueva estación del Crossrail en 2018. La calle dejará de ser de sentido único y pasará a tener un flujo bidireccional del tráfico. También se instalarán pavimentos más anchos, carriles bici y pasos de peatones más seguros. En total, el proyecto costará 26 millones de libras.

## Historia

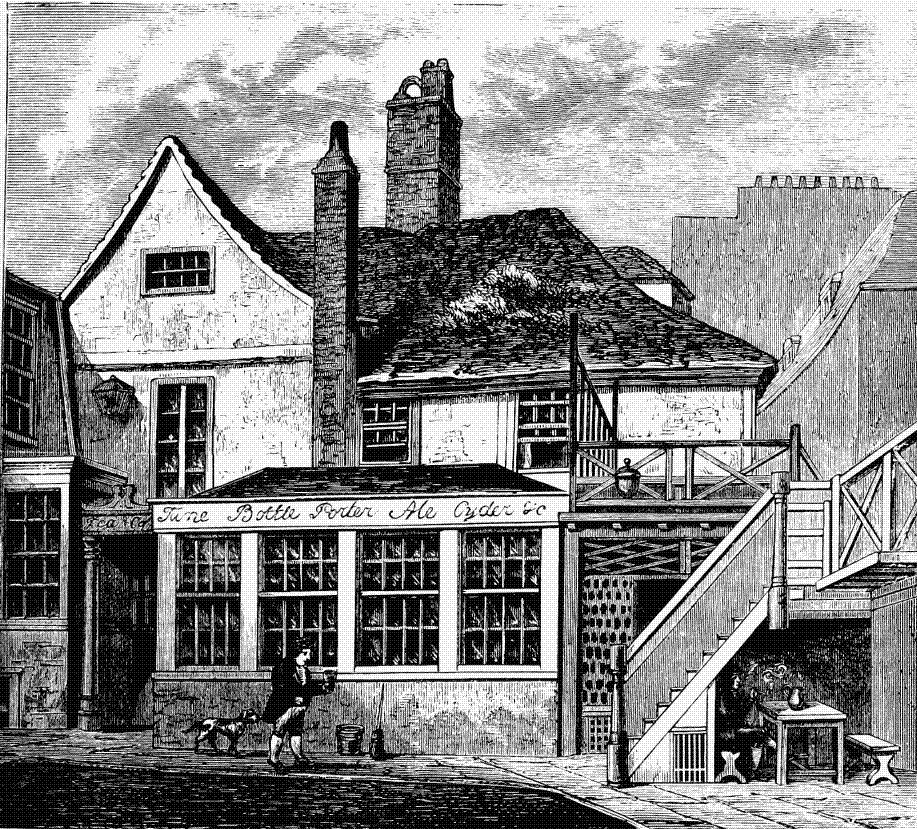
La casa solariega de Toten Hall en torno al 1813.

La zona donde se sitúa la calle se menciona en el Libro Domesday, donde se afirma que pertenece a la sacristía y cabildo de la catedral de San Pablo de Londres. En la época de Enrique III (1216–1272), había una casa solariega ligeramente al noroeste de la actual esquina de Tottenham Court Road y Euston Road que pertenecía a un tal William de Tottenhall. En torno al siglo XV, la zona era conocida como Totten, Totham o Totting Hall. Tras cambiar de manos varias veces, la casa se alquiló durante 99 años a la Reina Isabel I, y pasó a llamarse Tottenham Court. En el siglo siguiente, parece que fue propiedad de los Fitzroys, quienes construyeron Fitzroy Square en una parte de la finca hacia finales del siglo XVIII.

### Incidentes
El 17 de diciembre de 1974, una bomba del IRA causó la muerte de un transeúnte, George Arthur, de 35 años de edad.

## Zona comercial

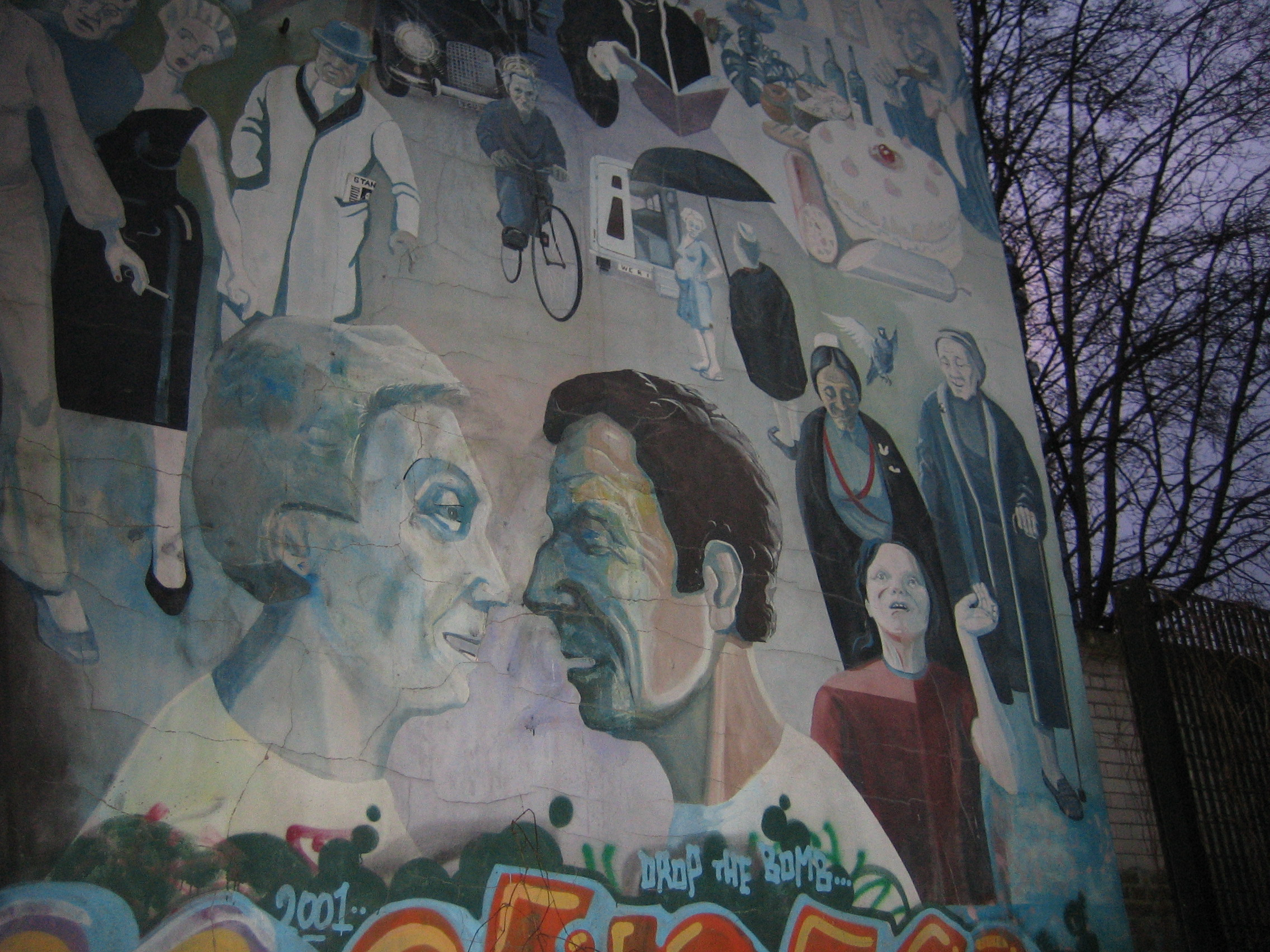
Un mural en Tottenham Court Road, cerca de Tottenham Street.

Tottenham Court Road es una importante calle de tiendas, conocida por su alta concentración de tiendas de electrónica, desde tiendas especializadas en cables y componentes electrónicos hasta tiendas de ordenadores y sistemas de audio y vídeo. Más al norte hay varias tiendas de muebles, como Habitat y Heals.
En los años cincuenta y sesenta, Tottenham Court Road y algunas calles adyacentes eran conocidas por las tiendas que vendían equipos de radio y electrónica y toda clase de componentes electro-mecánicos y de radio del excedente de la Segunda Guerra Mundial. Tiendas como Proops Brothers y Z & I Aero Services cubrían ambos lados de la calle en esa época. En los años sesenta también se vendían radios japonesas, mezcladores de audio y otros aparatos electrónicos. También se ofrecían muchos equipos de sonido de válvulas de fabricación británica. Lisle Street, en el lado norte de Leicester Square, era otro lugar donde había disponible una gran variedad de excedente electrónico.
Otra de las tiendas más conocidas era el fabricante de muebles Maple & Co. En años recientes, el crecimiento del comercio electrónico ha reducido la importancia de los comercios de electrónica de la zona. Desde 2008 han cerrado varias tiendas de electrónica.

## Whitfield Gardens
Frente a Habitat y Heals hay un pequeño espacio abierto público llamado Whitfield Gardens. En la medianera de uno de los edificios que lo rodean hay un mural, el «Fitzrovia Mural», que tiene unos veinte metros de altura y representa a muchas personas trabajando y divirtiéndose. Fue pintado en 1980 en un estilo semejante al de Diego Rivera. El mural ha caído en el abandono y ha sido tapado con grafitis. Hay una propuesta de restaurar el mural después de que se completen las actuales obras para renovar los jardines. En 2005 se colocaron doce paneles llamados «Our Glass» en los jardines. Cada uno de ellos tiene 1,5 m de altura, y sus dos lados muestran collages de personas asociadas con la zona, desde el caricaturista satírico Hogarth al popular cantante Boy George. Hay un decimotercer panel que muestra un índice de todas las personas mostradas.

## Fairyland, 92 Tottenham Court Road

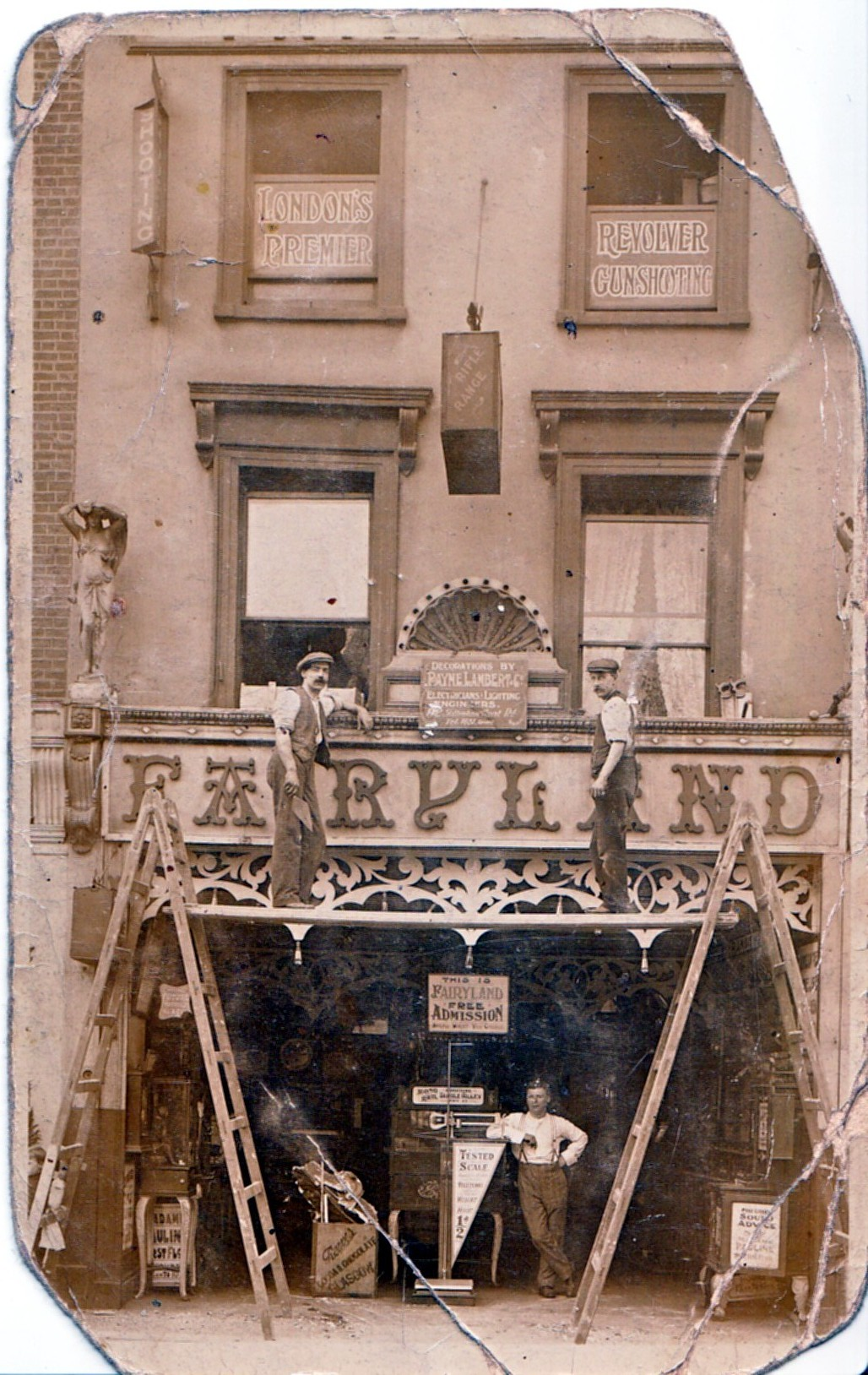
Fairyland, 92 Tottenham Court Road en torno a 1905.

Durante los años anteriores a la Primera Guerra Mundial y durante la guerra, 92 Tottenham Court Road albergó un campo de tiro llamado Fairyland. En 1909, Madan Lal Dhingra practicó tiro aquí antes de que asesinara a Sir William Hutt Curzon Wyllie. Otros residentes de India House y miembros de la organización extremista Abhinav Bharat practicaron tiro aquí y ensayaron los asesinatos que planeaban realizar. También en 1909 se afirmó en una investigación policial que estaban usando el campo de tiro dos suffragettes en una posible conspiración para asesinar al primer ministro Herbert Asquith.
También fue el lugar donde Donald Lesbini disparó a Alice Eliza Storey. R v Lesbini (1914) fue un caso que estableció en la ley británica, canadiense y australiana que, con respecto al homicidio voluntario, un hombre razonable siempre tiene medios razonables de autocontrol y nunca está ebrio.
El campo de tiro era propiedad de Henry Stanton Morley (1875-1916).

## En la cultura popular

### Música
Pink Floyd dio muchos de sus primeros conciertos en el UFO Club en el 31 de Tottenham Court Road, donde eran la banda de la casa. La calle se menciona en la letra de Born Slippy Nuxx de Underworld y Grizabella the Glamour Cat de Andrew Lloyd Webber, de su musical Cats. The Kinks mencionan la calle en su canción Denmark Street.
The Pogues mencionan Tottenham Court Road en la canción Transmetropolitan (1984), escrita por Shane MacGowan:

From a 5 pound bet in William Hills,
To a Soho sex-shop dream,
From a fried egg in Valtaro's,
To a Tottenham Court Road ice cream,
We'll spew and lurch, get nicked and fixed,
On the way we'll kill and maim,
When you haven't got a penny, boys,
It's all the bloody same!
:De una apuesta de cinco libras en William Hills,
A un sueño en una sex-shop del Soho,
De un huevo frito en Valtaro's,
A un helado de Tottenham Court Road,
Vomitaremos y nos tambalearemos, nos heriremos y curaremos,
En el camino mataremos y mutilaremos,
Cuando no se tiene un penique, chicos,
Es todo sangriento!

### Libros
La calle aparece brevemente en Harry Potter y las Reliquias de la Muerte de J.K. Rowling cuando Harry y sus amigos estaban escapando de los mortífagos; La dama de blanco de Wilkie Collins; La señora Dalloway de Virginia Woolf; La puerta del destino de Agatha Christie; Pigmalión de George Bernard Shaw y su adaptación musical, My Fair Lady; Sábado y Expiación de Ian McEwan; varias historias de Sherlock Holmes de Sir Arthur Conan Doyle; Reginald on Christmas Presents de Saki; varias historias de John Collier; Una habitación con vistas de E.M. Forster; The London Eye Mystery de Siobhan Dowd, The Late Mr Elvesham de Herbert G. Wells; The Wish House de Celia Rees; y Goliath de Neil Gaiman, una historia basada en The Matrix. También aparece con frecuencia en novelas de Mark Billingham y en The Lonely Londoners de Sam Selvon. Sherlock Holmes dijo una vez que compró su Stradivarius a «un bróker judío en la Tottenham Court Road».

### Películas
En la película clásica de culto Withnail y yo de Bruce Robinson (1986) se afirma que fue el lugar en el que 'I' fue detenido por cottaging. La señora Eysnford-Hill, la madre de Freddy, vive en Tottenham Court Road, según el profesor Henry Higgins (My Fair Lady). También es donde una persona se convierte en víctima de la voracidad del hombre lobo en Un hombre lobo americano en Londres.

### Musicales
En el musical de Lerner y Loewe My Fair Lady, se menciona que Tottenham Court Road es el lugar donde Eliza Doolittle vende sus flores.
La estación de Tottenham Court Road fue replicada para el escenario del musical de Queen We Will Rock You, que se ha representado hasta hace poco en el Dominion Theatre, justo encima de la estación real del metro.